# Flavio Soares
Flavio Soares é um quadrinista, ilustrador e editor de arte brasileiro.

## Carreira
Flavio Soares atua profissionalmente como diagramador e ilustrador freelancer, além de produzir quadrinhos. Entre seus trabalhos de ilustração, podem ser citados os livros infantis Bia Quer Um Cachorrinho (de Vivian Marassi), Ora, Bolas! (de Marisa Ratcov) e Giz (de Bianca Werner), todos publicados pela Marsupial Editora.

### 1990-2004: Editor de arte
Flavio começou sua carreira no estúdio do editor Franco de Rosa nos anos 1990, trabalhando como editor de arte para a editora Nova Sampa, sendo responsável pelas revistas Coleção Invictus, Jonah Hex, Lobo Solitário e OMAC.
Depois, passou a trabalhar na editora Mythos na mesma função. Uma de suas principais atribuições foi o trabalho na identidade visual dos quadrinhos Marvel e DC Comics quando a publicação de ambos no Brasil passou da editora Abril para a Panini Comics.

### 2005-2011:A Vida com Logane outras webcomics
Em agosto de 2005, Flavio começou a publicar o blog A Vida com Logan, no qual compartilhava seu dia a dia com seu filho Logan, que nascera em 29 de novembro do ano anterior com síndrome de Down. Em 2009, começou a publicar no blog uma tira cômica de mesmo nome, na qual ele e seu filho eram os principais personagens. A webcomic foi finalista do Troféu HQ Mix nove vezes seguidas: na categoria "melhor tira nacional" em 2011 e na categoria "melhor web tira" entre 2012 e 2019.
Em 2009, Flavio criou com o roteirista Lucio Luiz a tira cômica As Aventuras do MorsaMan para o site Papo de Gordo, do qual ambos participavam como podcasters e colunistas. A tira trazia histórias curtas do personagem MorsaMan, “mascote” do site.
Em 2010, durante a última temporada da série de TV Lost, Flavio criou a tira cômica Losties em quadrinhos, que fazia uma sátira da série e de seus personagens.

### 2012-2015:Meninos e Dragõese outros quadrinhos
Em 2012, Flavio Soares criou, juntamente com o roteirista Lucio Luiz, a série infantil em quadrinhos Meninos & Dragões, que ganhou o 2º Prêmio Abril de Personagens, sendo lançada como gibi regular pela editora Abril no ano seguinte.
Contudo, devido à crise pela qual passava a editora Abril na época, que estava resultando em diversos cortes de publicações, especialmente de quadrinhos, a revista foi cancelada após a publicação do primeiro número. Ainda assim, a HQ ganhou o Prêmio Angelo Agostini de melhor lançamento em 2014.
Em 2013 foi lançado pela Panda Books um livro baseado nas tiras de A Vida com Logan com uma história em quadrinhos inédita. No ano seguinte, foi publicada a primeira coletânea das tiras pela Jupati Books, no livro A Vida com Logan: para ler no sofá, que foi financiado via crowdfunding na plataforma Catarse.
Este livro ganhou o Troféu HQ Mix de melhor publicação de tiras em 2015. No mesmo ano, também foi lançada a segunda coletânea, chamada A Vida com Logan: o mundo em nosso quarto.
Flavio participou ainda de diversas coletâneas em quadrinhos como Feitiço da Vila, com HQs inspiradas nas canções de Noel Rosa, e Gibi Quântico, além de edições do periódico Café Espacial, entre várias outras.

### 2016-2020: Romances gráficos e charges
Em 2016, Flavio publicou seu primeiro romance gráfico, A Lei de Murphy (Jupati Books), que conta a história de um advogado chamado Douglas Murphy, que busca fama e dinheiro em um mundo no qual as pessoas começam a adquirir superpoderes. O título brinca com a famosa Lei de Murphy, que afirma que, se algo tem chance de dar errado, dará errado.
Em 2018, através do selo Jupati Books, Flavio e Lucio relançaram a série Meninos e Dragões, dessa vez em formato de álbuns com histórias fechadas e com o visual dos personagens totalmente reformulado. O primeiro volume foi finalista do Troféu HQ Mix de melhor publicação infantil em 2019.
A partir de 2020, com o agravamento da pandemia de COVID-19 no Brasil, Flavio começou a publicar a série de charges Short Cuts, retratando a atuação do governo e o momento político conturbado no país. Após algum tempo, a série passou a ser publicada graças a financiamento coletivo recorrente no site Apoia.Se.
Também em 2020, Flavio ganhou o Prêmio Vladimir Herzog na categoria "Prêmio Destaque Vladimir Herzog Continuado" ao lado de outros 109 cartunistas que participaram do movimento "Charge Continuada", que consistiu na recriação por centenas de artistas de uma charge de Renato Aroeira que fora alvo de um pedido de investigação pelo governo brasileiro por associar o então presidente Jair Bolsonaro com o nazismo.

### 2021-presente: Novos quadrinhos e atuação internacional
Em 2021, Flavio voltou a lançar novos romances gráficos: O Crime de Lorde Arthur Savile, baseado no conto homônimo de Oscar Wilde publicado originalmente em 1891, e Zico: 50 anos de futebol (em quadrinhos), que conta a história de vida do famoso jogador do Flamengo. Ambos os livros foram publicados pela editora Ultimato do Bacon.
Em 2023, junto com o roteirista Christian David, criou a webcomic Vida em Marte.
Também passou a trabalhar no mercado internacional, tendo participado de obras como Heroes in Training, de David Campiti (arte-final), Twisted Dark, de Neil Gibson (ilustração) e Avengers: Super Heroes Assemble, da Marvel HQ (cores e arte-final).

## Obras publicadas
- Papo de Gordo: o blog que virou livro (Blogbooks, 2011) ISBN 978-85-62962-34-9 - coletânea de crônicas (co-organizador e autor) [42]
- A Vida com Logan (Panda Books, 2013) ISBN 978-85-788-8243-3 - história em quadrinhos[43]
- Meninos & Dragões nº 1 (Abril Jovem, 2013) EAN: 789-3614-09362-8 - história em quadrinhos (roteiro de Lucio Luiz)[12]
- Gibi Quântico (Quanta Estúdio de Arte, 2014) - coletânea de história em quadrinhos (autor de: "Uma nova onda", roteiro de Liz Frizzine)[24]
- A Vida com Logan: para ler no sofá (Jupati Books, 2014) ISBN 978-85-68156-01-8 - história em quadrinhos[19]
- Café Espacial nº 13 (independente, 2014) ISSN 2176-9869 - coletânea de história em quadrinhos (autor de: "Um último monólogo", roteiro de Lucio Luiz)[25]
- Feitiço da Vila: a poesia de Noel Rosa em quadrinhos (Jupati Books, 2014) ISBN 978-85-68156-07-0 - coletânea de história em quadrinhos (autor de: "Onde está a honestidade?", desenhos de Doug Lira; "Riso de criança", roteiro de Estevão Ribeiro; "João Ninguém", roteiro de Lu Cafaggi)[44]
- A Vida com Logan: o mundo em nosso quarto (Jupati Books, 2015) ISBN 978-85-68156-22-3 - história em quadrinhos[21]
- Café Espacial nº 14 (independente, 2015) ISSN 2176-9869 - coletânea de história em quadrinhos (autor de: "Futuro imperfeito", roteiro de Sergio Chaves)
- A Lei de Murphy (Jupati Books, 2016) ISBN 978-85-68156-37-7 - história em quadrinhos[28]
- Meninos e Dragões volume 1: o grande caçador (Jupati Books, 2018) ISBN 978-85-68156-53-7 - história em quadrinhos (roteiro de Lucio Luiz e arte-final de Omar Viñole)[29]
- Mestres do Terror nº 70 (Ink & Blood Comics, 2019) - coletânea de história em quadrinhos (autor de: "O lobisomem de Marapuporã", roteiro de Lillo Parra)
- Histórias Passageiras (Qualidade em Quadrinhos, 2019) - coletânea de história em quadrinhos (autor de: "Obrigado" e "    ", roteiro de Eduardo Dieb)
- O Crime de Lorde Arthur Savile (Ultimato do Bacon, 2021) ISBN 978-65-993632-3-8 - história em quadrinhos[37]
- Zico: 50 anos de futebol (em quadrinhos) (Ultimato do Bacon, 2021) ISBN 978-65-996004-0-1 - história em quadrinhos[36]
- As Aventuras do MorsaMan (Jupati Books, 2023) ISBN 978-85-68156-57-5 - história em quadrinhos (roteiro de Lucio Luiz)[45]
- Atirei o Pau no Gato e Outras Histórias de Terror / The Wheels on the Bus and Other Horror Stories (Jupati Books, 2023) ISBN 978-85-68156-59-9 / ISBN 978-85-68156-60-5 - coletânea de história em quadrinhos (autor de: "Brilha, brilha, estrelinha" / "Twinkle twinkle little star", roteiro de Lucio Luiz)[46]

## Prêmios e indicações
| Ano  | Prêmio                      | Categoria                                  | Obra                                                                      | Resultado | Ref           |
| ---- | --------------------------- | ------------------------------------------ | ------------------------------------------------------------------------- | --------- | ------------- |
| 2011 | Troféu HQ Mix               | Tira nacional                              | A Vida com Logan                                                          | Indicado  | [ 47 ]        |
| 2012 | Troféu HQ Mix               | Web tira                                   | A Vida com Logan                                                          | Indicado  | [ 48 ]        |
| 2012 | Prêmio Abril de Personagens | Prêmio Abril de Personagens                | Meninos & Dragões                                                         | Venceu    | [ 12 ]        |
| 2013 | Troféu HQ Mix               | Web tira                                   | A Vida com Logan                                                          | Indicado  | [ 49 ]        |
| 2014 | Troféu HQ Mix               | Web tira                                   | A Vida com Logan                                                          | Indicado  | [ 50 ]        |
| 2014 | Prêmio Angelo Agostini      | Lançamento                                 | Meninos & Dragões                                                         | Venceu    | [ 15 ]        |
| 2015 | Troféu HQ Mix               | Publicação de tiras                        | A Vida com Logan: para ler no sofá                                        | Venceu    | [ 51 ] [ 20 ] |
| 2015 | Troféu HQ Mix               | Web tira                                   | A Vida com Logan                                                          | Indicado  | [ 51 ] [ 20 ] |
| 2016 | Troféu HQ Mix               | Publicação de tiras                        | A Vida com Logan: o mundo em nosso quarto                                 | Indicado  | [ 52 ]        |
| 2016 | Troféu HQ Mix               | Web tira                                   | A Vida com Logan                                                          | Indicado  | [ 52 ]        |
| 2017 | Troféu HQ Mix               | Edição especial nacional                   | A Lei de Murphy                                                           | Indicado  | [ 53 ]        |
| 2017 | Troféu HQ Mix               | Web tira                                   | A Vida com Logan                                                          | Indicado  | [ 53 ]        |
| 2018 | Troféu HQ Mix               | Web tira                                   | A Vida com Logan                                                          | Indicado  | [ 54 ]        |
| 2019 | Troféu HQ Mix               | Publicação infantil                        | Meninos e Dragões volume 1                                                | Indicado  | [ 31 ]        |
| 2019 | Troféu HQ Mix               | Web tira                                   | A Vida com Logan                                                          | Indicado  | [ 31 ]        |
| 2020 | Prêmio Vladimir Herzog      | Prêmio Destaque Vladimir Herzog Continuado | Charge Continuada                                                         | Venceu    | [ 33 ]        |
| 2021 | Prêmio Angelo Agostini      | Cartunista, chargista ou caricaturista     | Cartunista, chargista ou caricaturista                                    | Indicado  | [ 55 ]        |
| 2022 | Prêmio Angelo Agostini      | Desenhista                                 | O Crime de Lorde Arthur Savile e Zico: 50 anos de futebol (em quadrinhos) | Indicado  | [ 56 ]        |
| 2022 | Prêmio Angelo Agostini      | Lançamento                                 | O Crime de Lorde Arthur Savile                                            | Indicado  | [ 56 ]        |
| 2022 | Prêmio Angelo Agostini      | Colorista                                  | O Crime de Lorde Arthur Savile                                            | Indicado  | [ 56 ]        |
| 2024 | Ignatz Awards               | Outstanding Anthology                      | The Wheels on the Bus and Other Horror Stories                            | Indicado  | [ 57 ]        |
| 2024 | Prêmio Aberst de Literatura | Quadrinhos de crime ou terror              | Atirei o Pau no Gato e Outras Histórias de Terror                         | Indicado  | [ 58 ]        |
| 2024 | Troféu HQ Mix               | Adaptação para os quadrinhos               | Atirei o Pau no Gato e Outras Histórias de Terror                         | Indicado  | [ 59 ]        |
| 2024 | Prêmio Angelo Agostini      | Lançamento                                 | Atirei o Pau no Gato e Outras Histórias de Terror                         | Indicado  | [ 60 ]        |